# Gbazoa
Gbazoa est une localité située au sud-ouest de la Côte d'Ivoire, appartenant au département de Soubré, dans la Région du Bas-Sassandra. La localité de Gbazoa est un chef-lieu de commune.